# Monovolumen compacto
El monovolumen compacto (abreviado como MVP compacto por sus siglas en inglés) es un tamaño de vehículo para los monovolúmenes de medianos. La clase de tamaño de monovolumen compacto se sitúa entre los minimonovolúmenes y los monovolúmenes normales.
Los monovolúmenes compactos siguen siendo predominantemente un fenómeno europeo, aunque también se fabrican y venden en muchos mercados latinoamericanos y asiáticos. En 2016, el único monovolumen compacto vendido ampliamente en Estados Unidos es el Ford C-Max.

## Características

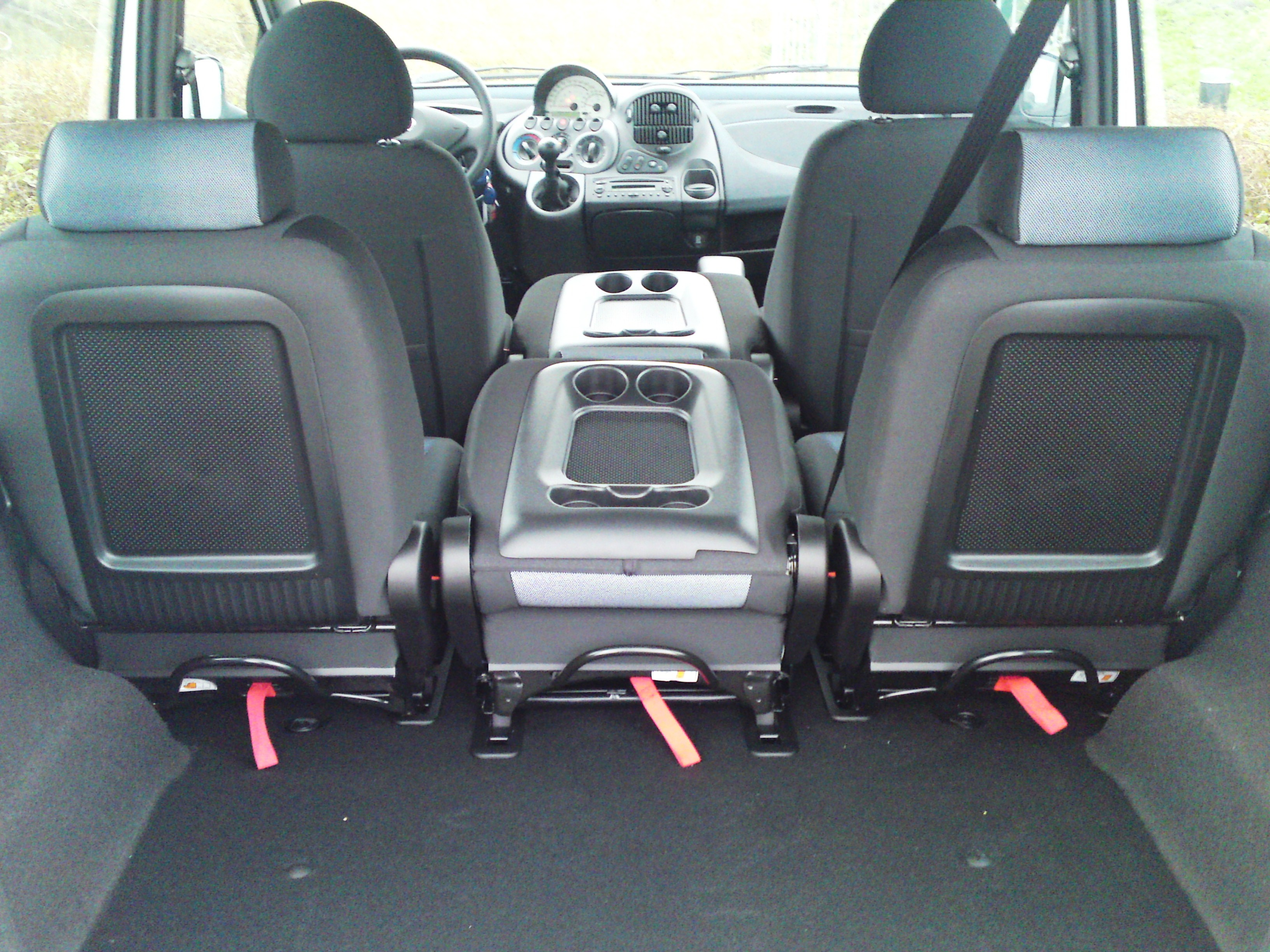
Fiat Multipla con asientos plegables 3+3.

Los asientos plegables en interiores es muy común entre los monovolúmenes compactos. Muchos modelos tienen asientos que se pueden plegar completamente o incluso quitar fácilmente y las posiciones de los asientos verticales maximizan el uso de su espacio. La disposición de los asientos suele ser de dos filas (para un total de cinco asientos) o de tres filas (para un total de siete asientos), teniendo dos asientos delanteros y tres asientos en la fila trasera.
Algunos monovolúmenes compactos también tienen tres asientos tanto en la fila delantera como en la trasera, por lo que se denominan de seis plazas.
Cuando hay una tercera fila de asientos, los asientos suelen ser más pequeños y están destinados únicamente a niños o viajes de corta distancia. En algunos coches, estos asientos solo pueden transportar un peso limitado (menor al de un adulto). La tercera fila de asientos suele ser opcional y no está disponible en todos los modelos de monovolúmenes compactos.
La mayoría de monovolúmenes compactos no tienen puertas correderas, similar a los monovolúmenes grandes, así como a las rancheras familiares.

## Historia
Los predecesores del segmento de los monovolúmenes compactos son el AMC Concept 80 AM Van de 1977, la Lancia Megagamma de 1978 y los Lada X-1 conceptuales de 1982.
Los primeros modelos de producción de monovolúmenes compactos incluyen el Nissan Prairie de 1982 y el Mitsubishi RVR de 1991 (comercializado como «Space Runner» en Europa y «Expo LRV» en los Estados Unidos). Otros incluyen el Honda Civic Wagon de 1984 a 87 «bueno pero de venta lenta» y el Tercel Wagon de 1982 a 1988. El Nissan Axxess tenía un espacio limitado detrás de los asientos de la segunda fila, pero presentaba puertas correderas traseras en ambos lados, lo que lo hacía como un monovolumen «encogido». El Mazda 5 de 2005 a 2015. Aunque no se clasificaron en ese momento como monovolúmenes, se describieron de diversas formas como vehículos de transporte de personas de menor tamaño, rancheras familiares grandes funcionales o monovolúmenes pequeños. Ejemplos de modelos, que los consumidores en los EE. UU. parecían evitar debido a su «resistencia a la utilidad obvia», incluyen las rancheras compactas de tres puertas con portón trasero, «minimonovolúmenes» con una puerta lateral corredera solo en el lado del pasajero que se comercializaron como Eagle Summit, Mitsubishi Expo y Plymouth Colt Vista.
Algunos afirman que a la Renault Scénic de 1996 se le atribuye la creación del segmento de los monovolúmenes compactos.
El Opel/Vauxhall/Chevrolet Zafira de 1999 fue el primer monovolumen compacto con siete plazas.

## Modelos
Los cinco monovolúmenes compactos más vendidos en Europa en 2018 fueron: Renault Scénic, Volkswagen Touran, Citroën C4 Picasso, BMW Serie 2 Active Tourer/Gran Tourer y Mercedes-Benz Clase B.